# Délia Fisher

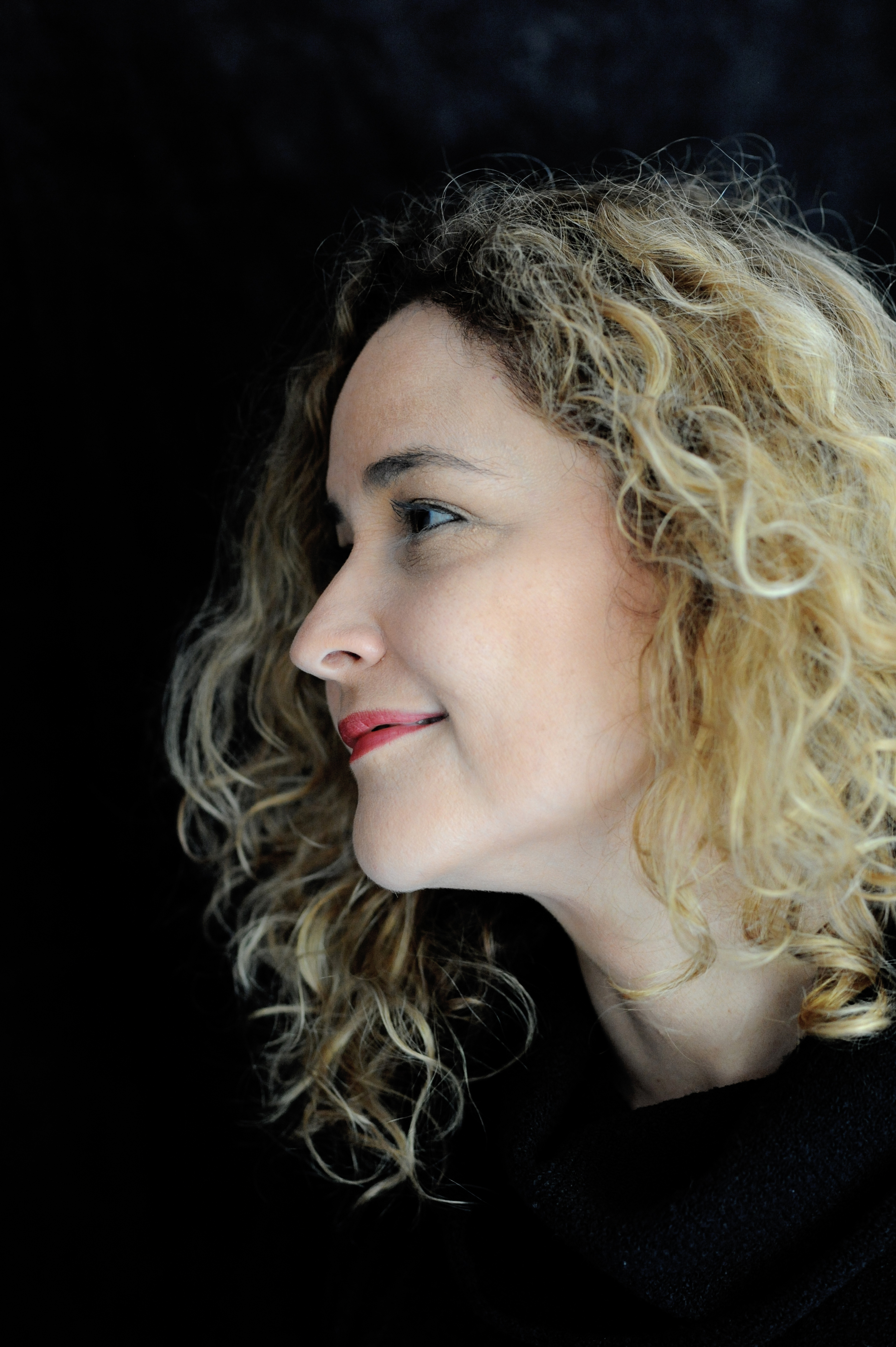
Délia Fisher

Délia Cristina Martins Fisher (Rio de Janeiro, 29 augustus 1964) is een Braziliaanse pianiste, componiste, zangeres en arrangeur.
Ze begon haar muzikale carrière bij de groep Duo Fenix met wie ze twee albums opnam. Met deze groep trad ze tweemaal op het Montreux Jazz Festival en ook in New Morning (Parijs) en Stuttgart.
In 1999 gold ze als talent binnen de stal van Egberto Gismonti en mocht voor zijn platenlabel Carmo een muziekalbum opnemen. Daarna verscheen ze op allerlei muziekalbums van andere artiesten, die alleen in Brazilië verkrijgbaar zijn. In 2005 begeleidde ze Zweedse zangeres Lisa Nilsson in een project met Braziliaanse muziek tijdens een festival waar ook Gilberto Gil optrad. Ook verzorgde ze een aantal optreden met de Deense zangeres Maria Hiort Petersen (jazzfestival in Kopenhagen). Later verscheen "Vozes no Mar" . In 2007 werd haar musical 7 - o musical uitgevoerd. In 2008 trad ze in Rio op met een bewerking van liedjes van The Beatles. Ze geeft workshops in populaire geïmproviseerde pianomuziek.
Ze had een relatie met saxofonist Henrique Band van wie enkele opnamen verkrijgbaar zijn, maar ook alleen van Braziliaanse labels. 

## Discografie
met Duo Fenix
- 1988 - Duo Fenix
- 1990 - Karai-ete

solo
- 1999 - Antonio